# Premi Dwarf Stars
El Premi Dwarf Stars és un premi anual presentat per l'Science Fiction Poetry Association per a l'autor del millor terror, fantasia, o poema de ciència-ficció de deu línies o menys publicat l'any anterior. El premi es va establir el 2006 com un contrapunt al Premi Rhysling, atorgat per la mateixa organització a poemes de terror, fantasia o ciència-ficció de qualsevol extensió. Els poetes envien poemes a l'associació, dels quals aproximadament 30 són elegits per un editor per ser publicats en una antologia cada tardor. Els membres de l'associació voten a continuació els poemes publicats i, per primera vegada, s'anuncien els guanyadors del tercer lloc. L'antologia de 2006 va ser editada per Deborah P. Kolodji, i les antologies posteriors han estat editades per una sèrie d'editors, inclosos Kolodji, Stephen M. Wilson, Joshua Gage, Geoffrey A. Landis, Linda D. Addison, Sandra J. Lindow, John Amen, Jeannine Hall Gailey, i Lesley Wheeler.
Durant els 11 anys de nominació, 35 poemes de 25 poetes han estat seleccionats com el tercer o millor lloc, inclòs un empat tripartit pel segon lloc en 2016, dels quals 11 poetes han guanyat directament. Jane Yolen s'ha observat quatre vegades, un primer i un tercer lloc i dos resultats del segon lloc; Deborah P. Kolodji i Julie Bloss Kelsey han rebut un primer i un segon lloc; Greg Beatty un primer i un tercer lloc; Sonya Taaffe ha rebut dos resultats del segon lloc; i Ann K. Schwader ha rebut dos resultats del tercer lloc.

## Guanyadors i nominats
A la taula següent, els anys corresponen a la data de lliurament del premi, en comptes de publicar el poema per primera vegada. Cada any s'uneix al corresponent "any en poesia". Les entrades amb fons blau i un asterisc (*) al costat del nom de l'escriptor han guanyat el premi, mentre que els que tenen un fons gris i un signe més (+) van ocupar el segon lloc, i els que tenen un fons blanc van prendre el tercer lloc.
| Any  | Autor                   | Poema                                                 | Publicació                         | Ref.   |
| ---- | ----------------------- | ----------------------------------------------------- | ---------------------------------- | ------ |
| 2006 | Ruth Berman*            | "Knowledge Of"                                        | Kerem                              | [ 4 ]  |
| 2006 | Peg Duthie+             | "The Stepsister"                                      | The Magazine of Speculative Poetry | [ 4 ]  |
| 2006 | Greg Beatty             | "Prayer Causes Stars"                                 | Abyss & Apex                       | [ 4 ]  |
| 2007 | Jane Yolen*             | "Last Unicorn"                                        | Asimov's Science Fiction           | [ 5 ]  |
| 2007 | Jane Yolen+             | "Troll Under Bridge"                                  | Asimov's Science Fiction           | [ 5 ]  |
| 2007 | Sandra Lindow           | "Dwarves"                                             | The Magazine of Speculative Poetry | [ 5 ]  |
| 2008 | Greg Beatty*            | "Place Mat by Moebius"                                | Asimov's Science Fiction           | [ 6 ]  |
| 2008 | Sonya Taaffe+           | "Muse"                                                | Strange Horizons                   | [ 6 ]  |
| 2008 | Ann K. Schwader         | "Dancing to Van Gogh"                                 | Mythic Delirium                    | [ 6 ]  |
| 2009 | Geoffrey A. Landis*     | "Fireflies"                                           | Asimov's Science Fiction           | [ 7 ]  |
| 2009 | Elizabeth Barrette+     | "the leaf whisperer"                                  | Doorways Magazine                  | [ 7 ]  |
| 2009 | Jane Yolen              | "Goodbye Billy Goat Gruff"                            | Asimov's Science Fiction           | [ 7 ]  |
| 2010 | Howard V. Hendrix*      | "Bumbershoot"                                         | Abyss & Apex                       | [ 8 ]  |
| 2010 | Deborah P. Kolodji+     | "The Selkie's Children"                               | Goblin Fruit                       | [ 8 ]  |
| 2010 | Stephen Wilson          | "The Men All Pause"                                   | Poet's Espresso                    | [ 8 ]  |
| 2011 | Julie Bloss Kelsey*     | "Comet"                                               | microcosms                         | [ 9 ]  |
| 2011 | Sonya Taaffe+           | "Tapping the Vine"                                    | Goblin Fruit                       | [ 9 ]  |
| 2011 | Ann K. Schwader         | "Returning"                                           | Star*Line                          | [ 9 ]  |
| 2012 | Marge Simon*            | "Blue Rose Buddha"                                    | The Mad Hattery                    | [ 10 ] |
| 2012 | Greer Woodward+         | "Closure"                                             | Illumen                            | [ 10 ] |
| 2012 | G. O. Clark             | "Snowflake galaxies"                                  | microcosms                         | [ 10 ] |
| 2013 | Deborah P. Kolodji*     | "Basho After Cinderella (iii)"                        | Rattle                             | [ 11 ] |
| 2013 | Mary Turzillo+          | "The Hidden"                                          | Lovers & Killers                   | [ 11 ] |
| 2013 | N. E. Taylor            | "Sarcophagus"                                         | inkscrawl                          | [ 11 ] |
| 2014 | Mat Joiner*             | "And Deeper than Did Ever Plummet Sound"              | Strange Horizons                   | [ 12 ] |
| 2014 | Mari Ness+              | "The Loss"                                            | Strange Horizons                   | [ 12 ] |
| 2014 | David Livingstone Clink | "Hourglass"                                           | Prism International                | [ 12 ] |
| 2015 | Greg Schwartz*          | "abandoned nursing home"                              | Tales of the Talisman              | [ 2 ]  |
| 2015 | Jane Yolen+             | "Princess: A Life"                                    | Mythic Delirium                    | [ 2 ]  |
| 2015 | Robert Borski           | "The Square Root of Doppelgängers"                    | Star*Line                          | [ 2 ]  |
| 2016 | Stacy Balkun*           | "We Begin This Way"                                   | Gingerbread House                  | [ 3 ]  |
| 2016 | Julie Bloss Kelsey+     | "at the barre"                                        | Rattle                             | [ 3 ]  |
| 2016 | F. J. Bergmann+         | "The Doorman"                                         | Grievous Angel                     | [ 3 ]  |
| 2016 | Sandi Leibowitz+        | "Weathering"                                          | Silver Blade                       | [ 3 ]  |
| 2016 | John C. Mannone         | "Alice was chasing white rabbits out of a black hole" | Abbreviate Journal                 | [ 3 ]  |